# Jenkins (Kentucky)
Pour les articles homonymes, voir Jenkins.
Jenkins est une ville américaine située dans le comté de Letcher, dans le Kentucky. Selon le recensement de 2020, sa population est de 1 902 habitants.